# 初恋のにおい
「初恋のにおい」（はつこいのにおい）は、日本のシンガーソングライター・藤原さくらの楽曲。
映像「初恋のにおい」はアニメーター・髙木麻穂の初監督作品。楽曲は2024年5月20日にTiny Jungle Recordsから配信限定シングルで、2024年7月下旬に7インチシングルでリリースされた。

## 概要
「初恋のにおい」はアニメーター・髙木麻穂が初監督したショートアニメーションであり、楽曲「初恋のにおい」はそのアニメに向けて藤原さくらが書き下ろした曲である。
アニメーション制作は、新海誠監督作品でお馴染みのコミックス・ウェーブ・フィルム（CWF）。
映像は2024年5月20日に藤原さくらのオフィシャルYouTubeチャンネルにて公開された。
楽曲は7インチシングルでもリリースされており、B面にはサックス奏者・馬場智章が「 初恋のにおい」の主旋律のメロディーを演奏している「初恋のにおい feat. 馬場智章」が収録されている。この曲はレコード盤でしか聴くことができない。

## MVの制作背景
MVを監督した髙木麻穂は、『映画ドラえもん のび太の宝島』や『天気の子』の原画を担当し、『すずめの戸締まり』では原画とプロップ設定を担当するなど、多くのアニメ作品に参加しているアニメーター。2023年にはポケットモンスターWCS2023のために制作したCM『キミに会えた!』のキャラクターデザインと総作画監督を務めた経験がある。
元々の企画は、高木の描く女性のコケティッシュな魅力をアニメーションで表現することをテーマに始められた。映像作品はMVを制作することに決まったあと、髙木が“初恋のにおい”というコンセプトを立て、ストーリー、キャラクター、世界観を作った段階で、そのコンセプトに合うミュージシャンとして髙木自身がファンであった藤原さくらが選ばれた。実際に映像を作り出す前に、ふたりで何度も対面で打ち合わせを重ねながら作品のコンセプトを共有し、映像と楽曲を同時に制作していったコラボレーション作品でもある。
藤原は、お互いの恋愛経験や『ラブ トランジット』などの恋愛リアリティ番組を参考にして楽曲の構想を固めていった。先に藤原が音楽を作ってから映像の制作が行われた。
何度も打ち合わせを重ね多くの候補曲ができたが、髙木が「アコースティックな曲のイメージ」や「ギターのフィンガリング・ノイズが入っていること」など具体的なビジョンを持っていたことから、「初恋のにおい」が選ばれた。
藤原は髙木の描いたイラストを「女の子のフェティシズム」が表現されているとして絶賛している。

## MVスタッフ
- 監督・編集・キャラクターデザイン・作画監督・色彩監督：髙木麻穂
- 小物設定：鍵山莉奈
- 原画：髙木麻穂、鍵山莉奈、田邉香奈子、谷紫織、浮き足
- 原画制作協力：キネマシトラス
- 動画監督：金原知美
- 動画：金原知美、手島晶子、靜勢舞、笠川梨紗、内海佳奈恵、齋藤未享、大岩拓馬、三吉貴大、村瀬良太、加藤桃香、後久桃子、原輝陽人、髙木麻穂、田邉香奈子
- 動画制作協力：Nexus、CloverWorks
- 美術監督：石井弓
- 美術：島田碧、井澤真緒、林孝輔、室岡侑奈、石井弓
- 色彩設計/仕上検査：山本智子
- 仕上：蘒原絢子、松本理紗、原田裕作、今井朱々心、若井あゆ、山本智子
- 2D：羽毛田大智、岡本彩生
- CG監督：植田祐
- 撮影監督：寺本友紀
- 撮影：木下律、渡辺瞳、寺本友紀
- 音響監督：大塚智子(フォノンスコア)
- オンライン編集：柴田香澄
- 編集協力：Imagica EMS
- 制作デスク：金子寛夢
- 制作進行：大矢唯
- 制作協力：中辻健太郎、秋葉智貴、賀数季利、相原楓哉
- スペシャルサンクス：川村元気
- 企画・プロデュース：徳永智広
- 制作：コミックス・ウェーブ・フィルム

## 収録曲
| 全作詞・作曲: 藤原さくら。 |                                 |            |            |                        |
| #                          | タイトル                        | 作詞       | 作曲・編曲 | 編曲                   |
| 1.                         | 「初恋のにおい」                | 藤原さくら | 藤原さくら | Curly Giraffe / 高桑圭 |
| 2.                         | 「初恋のにおい feat. 馬場智章」 | 藤原さくら | 藤原さくら |                        |

## 参加ミュージシャン
初恋のにおい
- 藤原さくら：ボーカル、コーラス
- Curly Giraffe / 高桑圭：ベース
- 山本達久：ドラムス
- 名越由貴夫：ギター
- 小林創：ピアノ

初恋のにおい feat. 馬場智章
- 馬場智章：サックス